# Kip Colvey
Kip Warren Colvey II (Lihue, 15 marzo 1994) è un ex calciatore statunitense naturalizzato neozelandese, difensore.

## Biografia
Colvey è nato alle Hawaii, ma è cresciuto a Marlborough Sounds in Nuova Zelanda. Ha studiato al Nelson College e ha giocato a football senior per il club Nelson Suburbs, prima di trasferirsi a Christchurch dove ha frequentato l'Asia-Pacific Football Academy.

## Carriera

### College e calcio amatoriale
Ha studiato al California Polytechnic State University tra il 2012 e il 2015. Colvey ha anche passato le stagioni 2013 e 2014 giocando nel Ventura County Fusion, componente del Premier Development League. Nel 2013 ha segnato una rete in dodici partite, invece nel 2014 con le stesse presenze, due.

### Club
Il 19 gennaio 2016, Colvey è stato selezionato al 49º posto nel SuperDraft MLS 2016 dai San Jose Earthquake, con il quale firma un contratto il 4 marzo dello stesso anno. Kip ha iniziato la sua stagione il 13 marzo 2016 contro i Portland Timbers e ha giocato per tutta la durata della partitaHa sempre giocato nel campionato statunitense. Il giorno seguente, il 14 marzo 2016 ottiene il titolo di SBI MLS "Rookie of The Week". Il 2 aprile 2017 ha giocato la prima partita con il Reno 1868 FC.
Il 27 novembre 2017, Colvey viene svincolato dai San Jose Earthquake. Dopo solo due settimane viene selezionato dai Colorado Rapids, riunendolo ad Anthony Hudson, il suo ex allenatore in nazionale.
Dopo il suo rilascio dal Colorado alla fine della stagione 2018, Colvey ha annunciato la sua decisione di ritirarsi dal calcio professionistico, scegliendo di intraprendere la carriera di assistente medico per una migliore sicurezza finanziaria e stabilità a lungo termine.

### Nazionale
Ha vinto la Coppa delle nazioni oceaniane nel 2016 con la propria Nazionale.

## Palmarès
- Coppa d'Oceania: 1

Papua Nuova Guinea 2016